# Politische Krise in Ecuador 2023

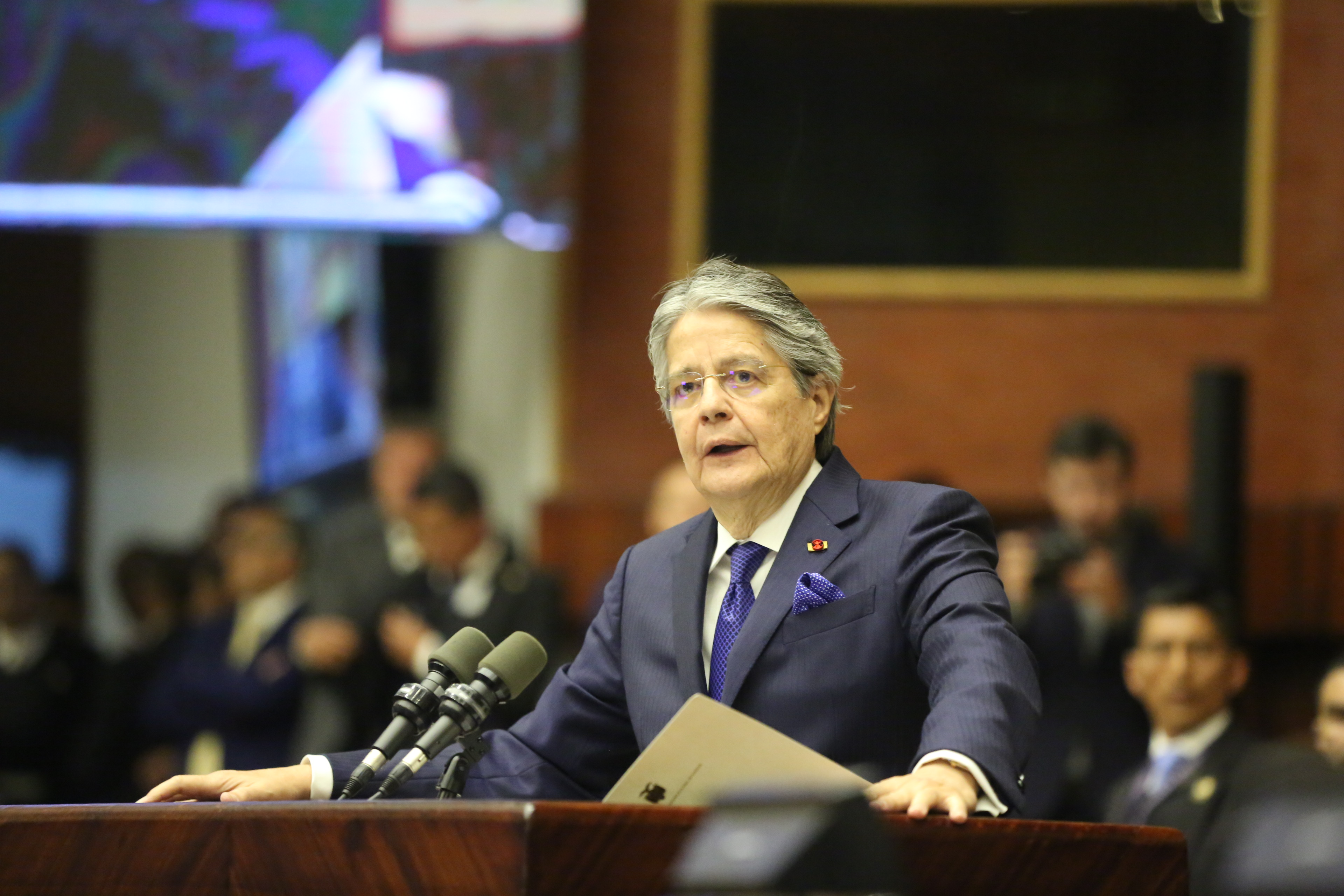
Lasso bei seinem Auftritt vor der Nationalversammlung während des Amtsenthebungsverfahrens am 16. Mai 2023, dem Tag, bevor er die muerte cruzada ausrief

Die Politische Krise in Ecuador 2023 begann am 17. Mai als Folge des Amtsenthebungsverfahrens gegen Präsident Guillermo Lasso. Das Amtsenthebungsverfahren begann in der Nationalversammlung am 9. Mai und dauerte bis zum 17. Mai, als Lasso das Parlament durch die als muerte cruzada („gegenseitiger Tod“) bekannte Verfassungsbestimmung auflöste. Dies bedeutete das Ende des Amtsenthebungsverfahrens, da die Nationalversammlung aufgelöst und vorgezogene Parlamentswahlen angesetzt wurden. Mit der gegenseitigen Auflösung ergriff erstmals in der ecuadorianischen Geschichte ein Präsident diese verfassungsrechtliche Maßnahme.

## Hintergrund

### Pandora-Papiere
Präsident Guillermo Lasso sah sich während seiner zweijährigen Amtszeit verschiedenen Herausforderungen in Bezug auf Korruptionsfälle gegenüber. In den Pandora Papers, die vom International Consortium of Investigative Journalists (ICIJ) veröffentlicht wurden, wurde Lasso im Oktober 2021 zum ersten Mal mit einer Kontroverse konfrontiert, als bekannt wurde, dass er ausländische Bankkonten in einer Steueroase unterhielt, die er eingerichtet hatte, um zu verhindern, dass andere sein Vermögen einsehen können – eine Handlung, die für Beamte in Ecuador illegal ist. Lasso antwortete daraufhin, dass er dem ICIJ gegenüber transparent sein werde und erklärte, dass er seine ausländischen Konten auf legale Weise geräumt habe. Ein Ausschuss des Kongresses versuchte, ein Verfahren zur Amtsenthebung Lassos einzuleiten, was jedoch von seiner Regierung blockiert wurde. Die Untersuchung gegen Lasso wurde von der ecuadorianischen Rechnungsprüfungsbehörde eingeleitet.

### El Gran Padrino-Skandal
Am 9. Januar 2023 veröffentlichte La Posta einen Bericht mit dem Titel El Gran Padrino („Der große Pate“), in dem sie eine angebliche Korruptionsverschwörung in öffentlichen Unternehmen im Zusammenhang mit Danilo Carrera Drouet, dem Schwager von Präsident Guillermo Lasso, darlegte. Später legte La Posta Tonaufnahmen vor, auf denen Carreras Mitarbeiter Rubén Cherres sagte, er habe 1,5 Millionen Dollar für die Präsidentschaftskampagne von Lasso bei den ecuadorianischen Parlamentswahlen 2021 bereitgestellt. Spätere Ermittlungen ergaben, dass Lasso über Cherres, der mit dem Albaner Dritan Gjika in Verbindung stand, der in Ecuador Briefkastenfirmen für den Drogenhandel genutzt haben soll, mit der albanischen Mafia in Verbindung stand. Die ecuadorianischen Behörden nahmen am 16. Januar die Verfolgung von Cherres auf.

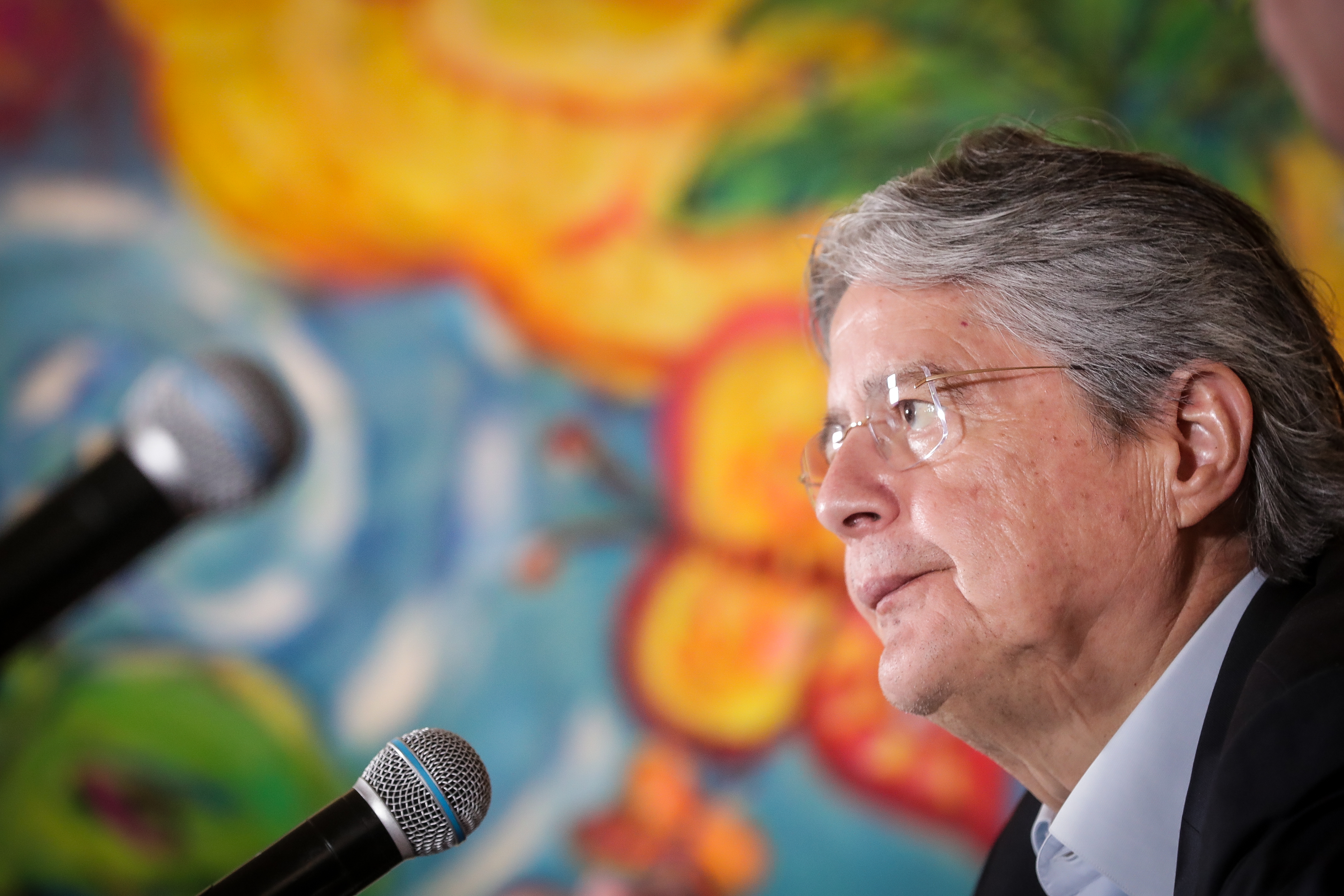
Lasso im März 2023

Nach der Veröffentlichung setzte die Nationalversammlung am 18. Januar 2023 eine Kommission für „Wahrheit, Gerechtigkeit und Korruptionsbekämpfung“ in der angeblichen Korruptionsaffäre gegen Lasso ein. Obwohl Carrera kein offizielles Amt in der Regierung Lasso innehatte, behaupteten mehrere ehemalige Beamte, er habe eine wichtige beratende Rolle für den Präsidenten gespielt und sei eine einflussreiche Persönlichkeit im Präsidentenpalast gewesen. Insbesondere begleitete er Lasso bei seiner Reise nach Washington, DC im Dezember 2022.
La Posta legte dem Gesetzgebungsausschuss Berichte vor, wonach Chérres und Carrera den Auftrag hatten, zwei Regierungsbehörden zu kontrollieren: das Zollamt und das Energieministerium, wobei das erste Amt Berichten zufolge beim Waffen- und Drogenhandel behilflich war, während das letztere die Wäsche von Geldern aus dem Drogenhandel ermöglichte. Rund 35.000 Dokumente wurden von La Posta zur Verfügung gestellt, die über illegale Aktivitäten zwischen Chérres und Carrera berichten. Am 24. Februar kündigte der Generalstaatsanwalt eine neue Untersuchung zu Lassos Ablehnung einer polizeilichen Untersuchung über Cherres' Verbindungen zu einem Drogenhändlerring an. In der Anklage wird behauptet, Lasso habe den Polizeikommandanten und den Drogenbeauftragten unter Druck gesetzt, um den Untersuchungsbericht zu verheimlichen. Nach der Durchführung von Untersuchungen wurde ein nicht verbindlicher Bericht vorgelegt, der es der Versammlung ermöglichte, am 4. März 2023 ein Amtsenthebungsverfahren gegen den Präsidenten einzuleiten.
Das Amtsenthebungsverfahren begann am 16. März, und am 29. März bestätigte das Verfassungsgericht den Vorwurf der Veruntreuung gegen Lasso, wies aber die beiden Vorwürfe der Bestechung zurück. Die BBC merkte an, dass 88 Gesetzgeber zuvor für das Amtsenthebungsverfahren gestimmt hatten, was bedeutete, dass Lasso die Möglichkeit der Amtsenthebung drohte.Cherres, der als wichtiger Zeuge in dem Fall gilt, wurde zwei Tage später, am 31. März, zusammen mit vier weiteren Personen ermordet aufgefunden, wobei ihre Körper Folterspuren aufwiesen.
Am 16. Mai 2023 leitete die Nationalversammlung offiziell ein Amtsenthebungsverfahren gegen Lasso ein. Während seiner Aussage bezeichnete Lasso das Amtsenthebungsverfahren als politisch motiviert. Am darauffolgenden Tag löste Lasso die Nationalversammlung auf und berief sich dabei auf die verfassungsmäßige Maßnahme der „muerte cruzada“.

## Politische Krise

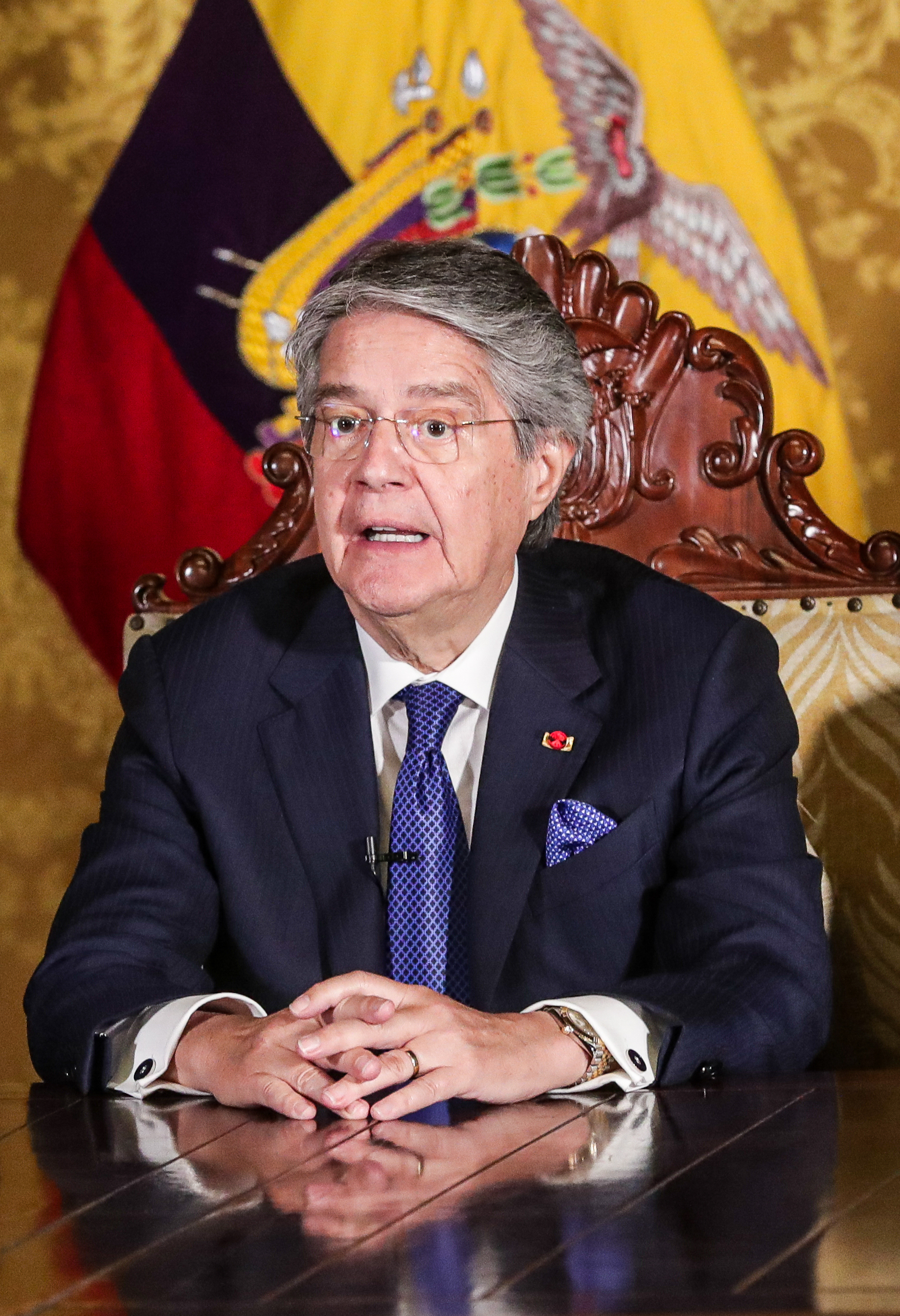
Guillermo Lasso bei der Verkündung des Muerte Cruzada Dekrets

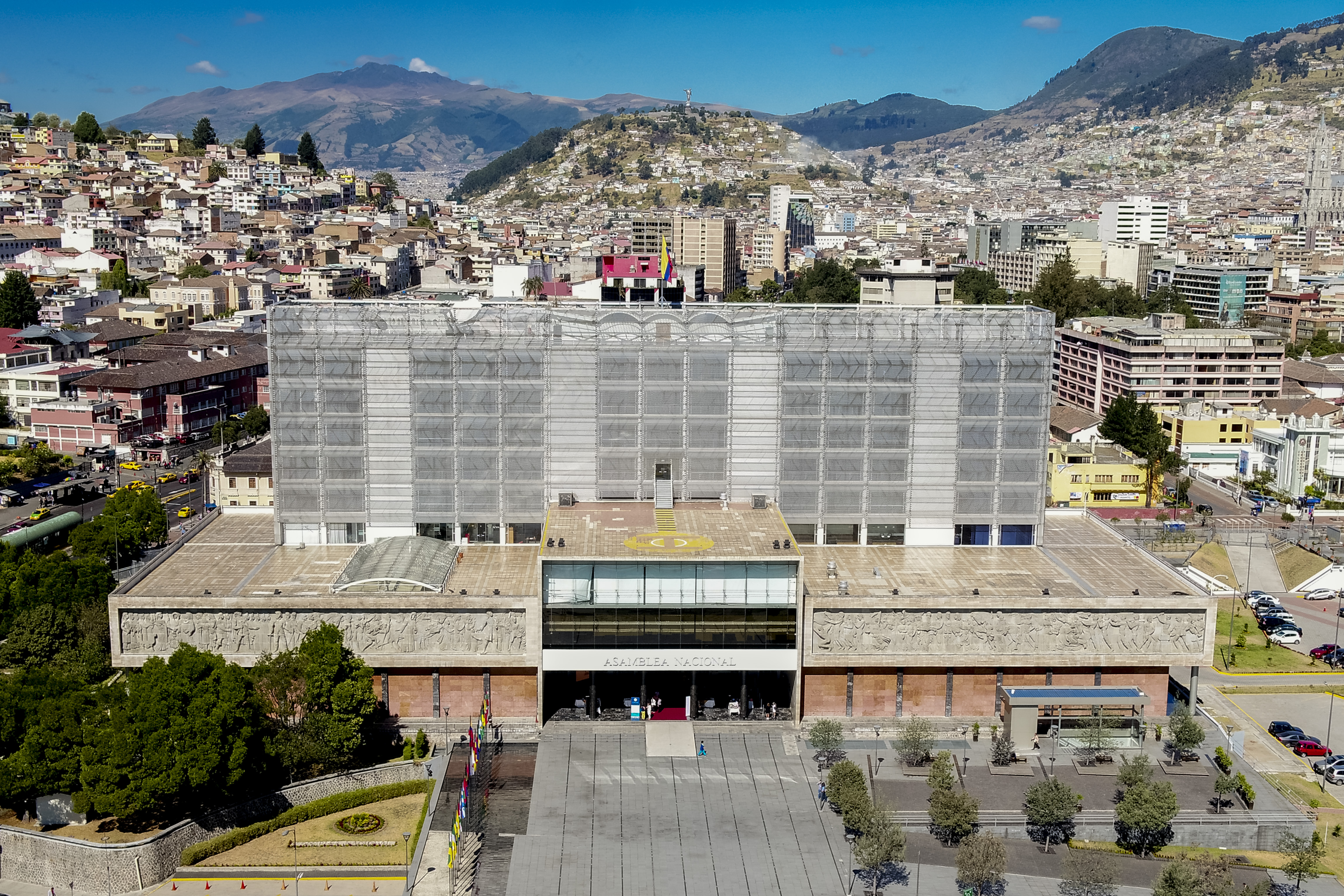
Nach Lassos Dekret muerte cruzada ordnete er am 17. Mai 2023 die Militarisierung des Parlamentspalastes der Nationalversammlung an.

Am 17. Mai 2023 berief sich Lasso auf die verfassungsmäßige Maßnahme der „muerte cruzada“ und beschuldigte die Gesetzgeber, die auf seine Absetzung drängten, „die Regierung destabilisieren zu wollen“. Dieser Mechanismus ermöglicht es dem Präsidenten, die Nationalversammlung aufzulösen und vorgezogene Präsidentschafts- und Parlamentswahlen auszurufen. In der Zeit bis zu den Sonderwahlen würde Lasso Ecuador per Dekret regieren. Am selben Tag ordnete Lasso die Militarisierung des Legislativpalastes in Quito an und verhinderte so den Zugang zum Personal des Gebäudes und zu den Mitgliedern der Versammlung, die die Debatte über die Amtsenthebung des Präsidenten fortsetzen wollten. Dies war das erste Mal, dass ein ecuadorianischer Präsident diese verfassungsrechtliche Maßnahme nutzte, um ein Amtsenthebungsverfahren zu vermeiden.
Am selben Tag, an dem er das Parlament auflöste, erließ Lasso ein Gesetzesdekret, das Steuersenkungen für die Mittelschicht des Landes vorsah; dies wurde jedoch heftig kritisiert, und innerhalb weniger Stunden wurde ein Einspruch gegen ihn eingereicht. Er rechtfertigte die Inanspruchnahme der verfassungsrechtlichen Maßnahme damit, dass dies die beste Lösung sei und er dem ecuadorianischen Volk die Macht geben wolle, bei den bevorstehenden Wahlen über die Zukunft des Landes zu entscheiden". Die Konföderation der indigenen Nationalitäten Ecuadors verurteilte Lassos Vorgehen und drohte mit Protesten. Ein Sprecher des Verteidigungsministeriums erklärte, man werde gegen alle gewalttätigen Proteste "hart vorgehen". Kommentatoren haben festgestellt, dass ein Großteil der Militär- und Polizeikräfte des Landes Lassos Dekret unterstützt und als verfassungsgemäß verteidigt hat.
Nachdem die „muerte cruzada“ geltend gemacht worden war, beantragten die ehemaligen Abgeordneten der Demokratischen Linken und der Christlich-Sozialen Partei beim Verfassungsgericht die Feststellung der Verfassungswidrigkeit des Dekrets mit der Begründung, die Entscheidung des Präsidenten sei rechtlich nicht haltbar.
Am 18. Mai prangerten mehrere Mitglieder der Nationalversammlung, die durch Lassos Dekret entlassen worden waren, dieses Dekret öffentlich an und stellten seine Verfassungsmäßigkeit in Frage, da sich das Land zum Zeitpunkt seiner Inkraftsetzung nicht in einer akuten Krise befand. Der ehemalige Parlamentspräsident Virgilio Saquicela reichte vor dem Verfassungsgericht Klage gegen Lassos Dekret ein und bezeichnete es als verfassungswidrig. Am selben Tag verteidigte Regierungsminister Henry Cucalón das Vorgehen Lassos und erklärte, er habe die verfassungsmäßige Befugnis, das Dekret in Kraft zu setzen. In der Nacht zum 18. Mai wies das Verfassungsgericht den Antrag der Abgeordneten auf Verfassungswidrigkeit einstimmig zurück.
Der Nationale Wahlrat (CNE) ist zusammengetreten, um die neuen Parlamentswahlen vorzubereiten. In einer Pressekonferenz erklärte die Präsidentin des CNE, Diana Atamaint, dass der erste Wahlgang am 20. August stattfinden werde und dass im Falle einer Stichwahl diese am 15. Oktober stattfinden werde, so dass der neue Präsident sein Amt voraussichtlich im November 2023 antreten werde. Nach Lassos Dekret kündigten der ehemalige Vizepräsident Otto Sonnenholzner und der ehemalige Abgeordnete Fernando Villavicencio ihre Präsidentschaftskandidatur an. In einem Interview mit der Washington Post vom 19. Mai sagte Lasso selbst, er habe nicht vor, sich zur Wiederwahl zu stellen.

## Reaktionen

### Inländische
- Der ehemalige Präsident Rafael Correa bezeichnete Lassos Präsidialdekret als „illegal“ und bekräftigte, dass es „offensichtlich keinen internen Umsturz“ gebe, wie der Präsident behauptete. „Auf jeden Fall ist es eine gute Gelegenheit, Lasso, seine Regierung und seine Abgeordneten aus dem Amt zu jagen.“[30] Correa sagte auch zu Lasso: „Sie hätten seit dem Skandal um die Pandora-Papiere entlassen und inhaftiert werden müssen.“[31]
- Der ehemalige Präsident Lenín Moreno rief zur Ruhe im Land auf, um eine Wiederholung der Ergebnisse der Kommunalwahlen vom Februar 2023 zu verhindern, bei denen die Partei von Correa einen großen Sieg errungen hatte. Er rief auch zu „Einigkeit, Demut und Gelassenheit angesichts des unsicheren politischen und sozialen Szenarios, das Ecuador erlebt“ auf.[32]
- Der ehemalige Bürgermeister von Guayaquil, Jaime Nebot, bezeichnete Lassos Ausrufung der muerte cruzada als „verfassungswidrig, rechtsunwirksam, problematisch und eine verdeckte Diktatur“.[33]

### Internationale
- Bolivien: Der frühere Präsident Evo Morales kritisierte Lasso dafür, dass er sich auf das Dekret berief, um einer „Verfolgung wegen Korruption“ zu entgehen, und stellte die Frage, warum Lasso im Amt bleiben konnte, während der frühere peruanische Präsident Pedro Castillo für „das Gleiche“ verfolgt wurde.[34]
- Chile: Die Regierung brachte ihre Hoffnung zum Ausdruck, dass die Krise durch „demokratische und institutionelle Mechanismen, die in ihrer Verfassung vorgesehen sind, und unter strikter Einhaltung und Achtung der Rechtsstaatlichkeit“ gelöst wird.[34]
- Mexiko: Präsident Andrés Manuel López Obrador bezweifelte, dass Lassos Dekret dem Land Instabilität bringen würde, und hoffte, dass die bevorstehenden Parlamentswahlen eine Lösung für die Krise bringen würden.[34]
- Peru: Das peruanische Außenministerium bekundete seine Unterstützung für Lasso und erklärte, dass Präsidentin Dina Boluarte den „demokratischen Prozess der Republik Ecuador“ unterstütze.[35]
- Vereinigte Staaten: Das US-Außenministerium erklärte, dass das Land „die demokratischen Institutionen in Ecuador unterstützt“.[36]